# 托鲁
托鲁是西班牙加利西亚自治区拉科鲁尼亚省的一个市镇，下辖有19个堂區。

## 人口
| 托鲁                   |
|                        |
| 来源：西班牙国家统计局 |

## 图集

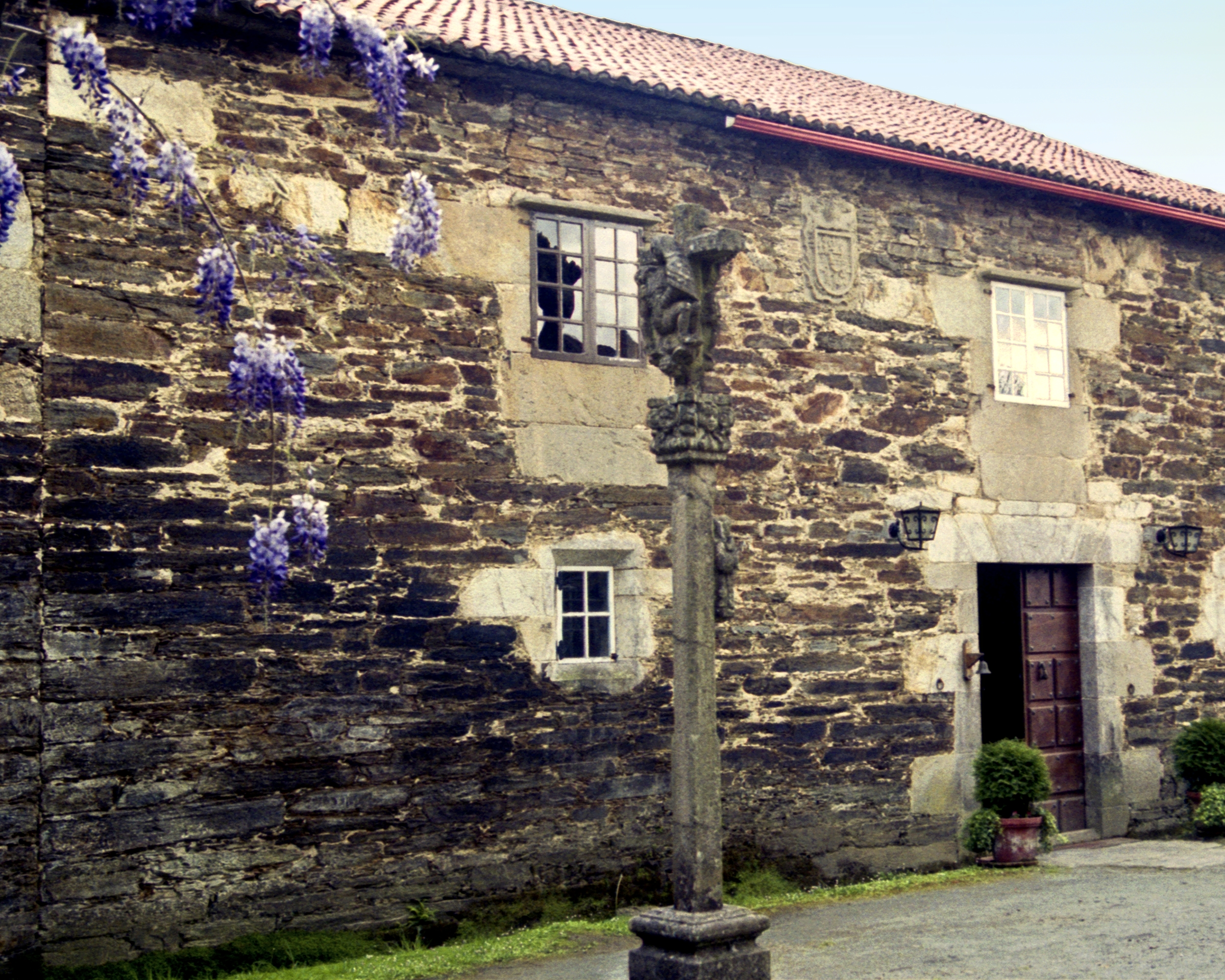
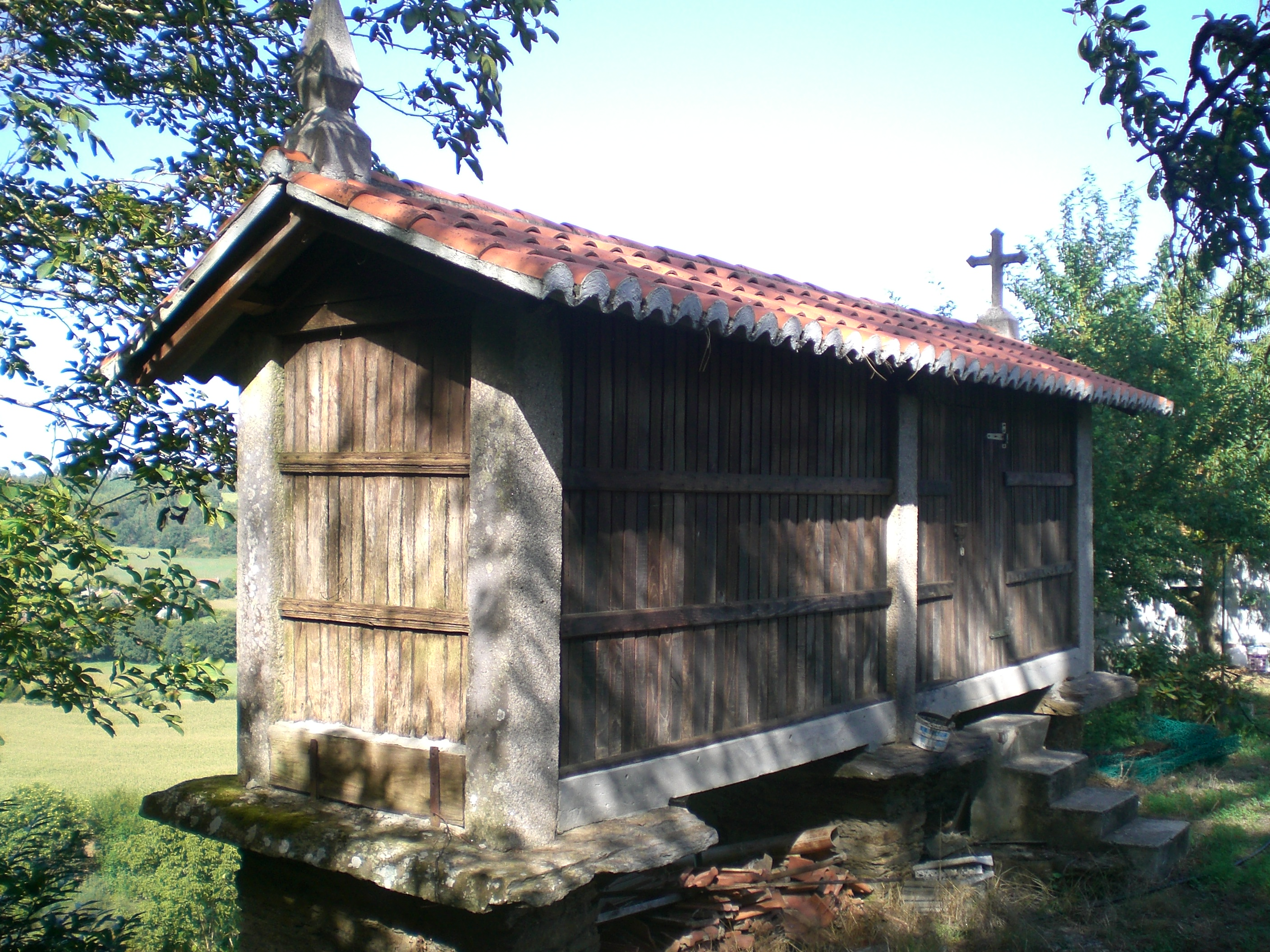
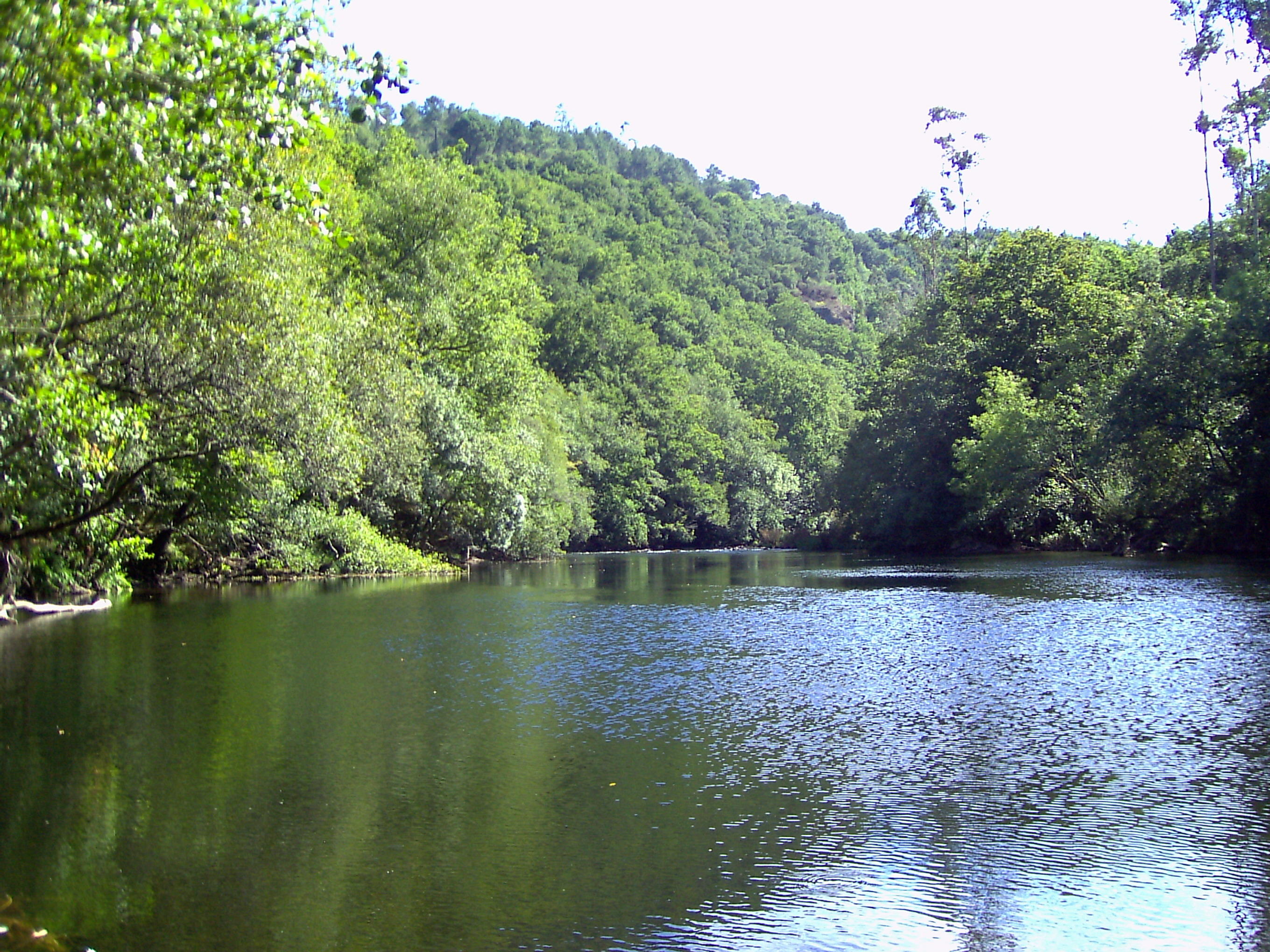
烏利亞河
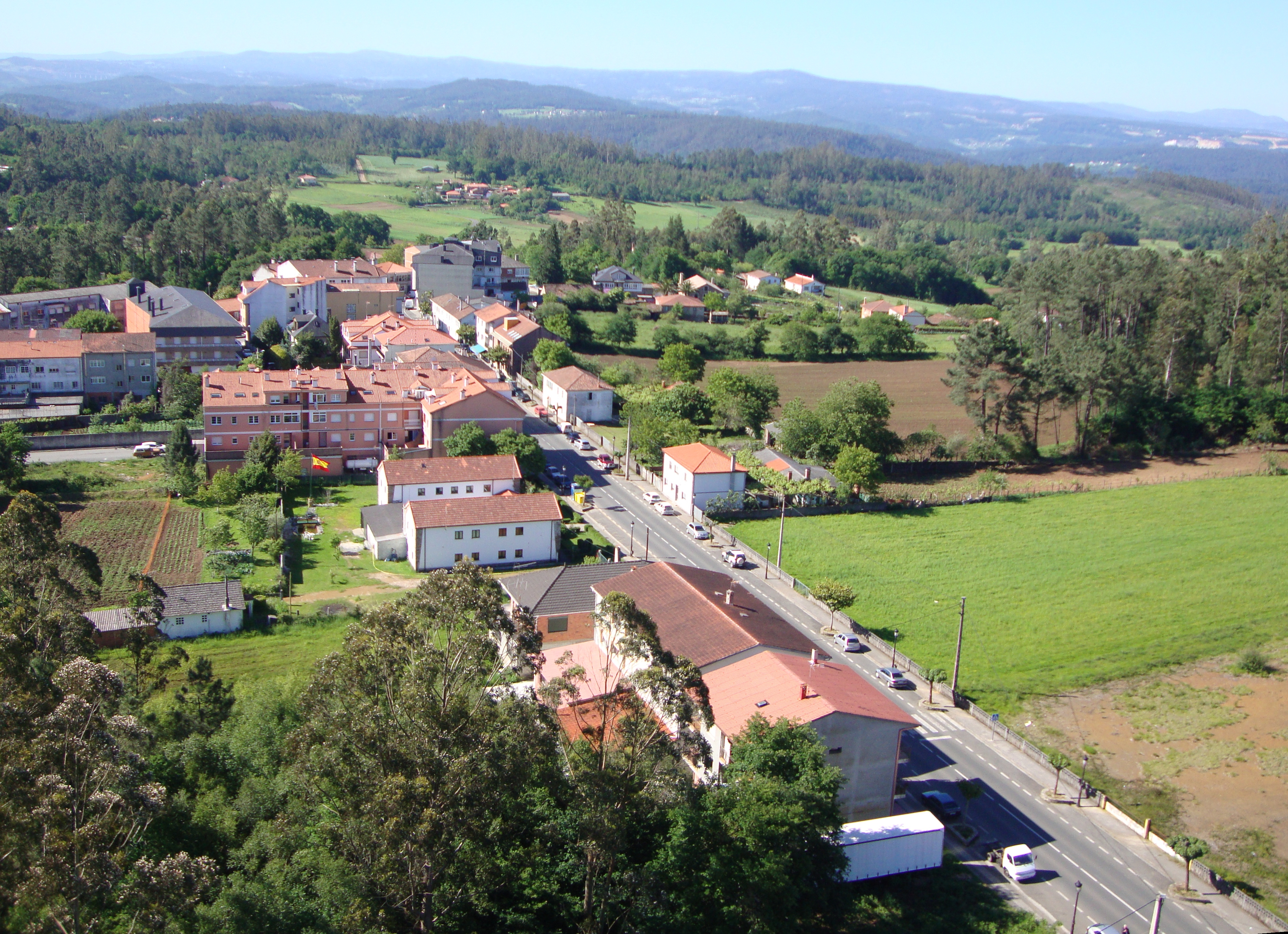